# Danilo Napolitano
Danilo Napolitano (Vittoria, 31 januari 1981) is een Italiaans voormalig wielrenner.

## Carrière
Napolitano werd vooral uitgespeeld in massasprints en pikte hierdoor elk jaar enkele overwinningen mee in vooral kleine en middelgrote rondes en eendagswedstrijden. Hij won in 2007 een etappe in de Ronde van Italië. Na drie jaar dienst bij de wielerploeg Lampre-Fondital, besloot hij op 30 november 2008 voor een jaar te tekenen bij Team Katjoesja van Oleg Tinkov. In 2010 reed hij daar nog een jaar. In 2011 en 2012 kwam hij uit voor Acqua & Sapone. Toen die ploeg ophield te bestaan, vertrok Napolitano naar Accent-Wanty. Na het seizoen van 2017 zette de Italiaan een punt achter zijn carrière.

## Erelijst
2003
Trofeo Papa' Cervi
1e etappe Ronde van Guatemala
2004
6e etappe Vuelta Ciclista Lider al Sur
2005
Stausee Rundfahrt Klingnau
3e etappe Internationale wielerweek
3e etappe Brixia Tour
Coppa Bernocchi
2e en 5e etappe Ronde van Poitou-Charentes
Ronde van Romagna
2006
1e etappe Ronde van de Middellandse Zee
1e etappe deel A Internationale Wielerweek
1e en 5e etappe Ronde van Oostenrijk
3e etappe deel A Brixia Tour
Coppa Bernocchi
2007
5e etappe Ronde van Murcia
9e etappe Ronde van Italië
1e etappe Ronde van Slovenië
Coppa Bernocchi
1e (ploegentijdrit) en 4e etappe Ronde van Polen
Memorial Viviana Manservisi
2008
4e etappe Ronde van Qatar
3e etappe Ronde van de provincie Grosseto
5e etappe Ronde van Valencia
1e etappe deel A Brixia Tour
1e en 2e etappe Ronde van Portugal
2009
1e etappe Ruta del Sol
2e etappe Driedaagse van West-Vlaanderen
1e etappe deel A Internationale Wielerweek
1e etappe Ronde van Luxemburg
2010
2e etappe Vierdaagse van Duinkerke
1e etappe Ronde van Wallonië
2012
4e etappe Omloop van Lotharingen
2e, 4e en 5e etappe Ronde van Wallonië
Puntenklassement Ronde van Wallonië
2013
1e etappe Driedaagse van West-Vlaanderen
2014
Puntenklassement Driedaagse van West-Vlaanderen
Omloop van het Waasland
2015
3e etappe Boucles de la Mayenne

## Resultaten in voornaamste wedstrijden
| Jaar | Ronde van Italië | Ronde van Frankrijk | Ronde van Spanje |
| ---- | ---------------- | ------------------- | ---------------- |
| 2006 |                  |                     | opgave           |
| 2007 | opgave (1)       | buiten tijd         |                  |
| 2008 |                  |                     | opgave           |
| 2009 |                  | buiten tijd         |                  |
| 2010 |                  |                     |                  |
| 2011 | opgave           |                     |                  |
| 2012 |                  |                     |                  |
| 2013 |                  |                     |                  |
| 2014 |                  |                     |                  |
| 2016 |                  |                     |                  |
| 2017 |                  |                     |                  |

| Jaar | Milaan-San Remo | Gent-Wevelgem | Ronde van Vlaanderen | Parijs-Roubaix | Parijs-Tours | Cyclassics Hamburg |  | Wereldranglijsten |
| ---- | --------------- | ------------- | -------------------- | -------------- | ------------ | ------------------ |  | ----------------- |
| 2006 | 5e              |               |                      |                | 8e           | 9e                 |  | 64e (UPT)         |
| 2007 | 11e             |               |                      |                | 40e          | 4e                 |  | 60e (UPT)         |
| 2008 | opgave          | 70e           | opgave               | 85e            |              |                    |  |                   |
| 2009 |                 | 25e           | opgave               | opgave         | 17e          |                    |  | 222e (UWK)        |
| 2010 |                 |               |                      |                |              | 110e               |  |                   |
| 2011 | 67e             |               |                      |                |              |                    |  |                   |
| 2012 | opgave          |               |                      |                |              |                    |  |                   |
| 2013 |                 | opgave        |                      |                |              |                    |  |                   |
| 2014 |                 | opgave        |                      |                |              |                    |  |                   |
| 2016 |                 | opgave        |                      |                | 28e          |                    |  |                   |
| 2017 |                 |               |                      | opgave         |              |                    |  |                   |

## Ploegen
- 2004 –  Team LPR-Piacenza Management SRL
- 2005 –  Team LPR
- 2006 –  Lampre-Fondital
- 2007 –  Lampre-Fondital
- 2008 –  Lampre
- 2009 –  Team Katjoesja
- 2010 –  Team Katjoesja
- 2011 –  Acqua & Sapone
- 2012 –  Acqua & Sapone
- 2013 –  Accent.Jobs-Wanty
- 2014 –  Wanty-Groupe Gobert
- 2015 –  Wanty-Groupe Gobert
- 2016 –  Wanty-Groupe Gobert
- 2017 –  Wanty-Groupe Gobert